# Symmachus
För andra betydelser, se Symmachus (olika betydelser).
Symmachus, född på Sardinien under 400-talet, död 19 juli 514, var påve från den 22 november 498 till sin död. Symmachus vördas som helgon i Romersk-katolska kyrkan, med 19 juli som minnesdag.

## Biografi
Liber pontificalis uppger att Symmachus var född på Sardinien, och hans fars namn var Fortunatus. Han döptes i Rom, inträdde där i kyrkans tjänst och vigdes till diakon. Direkt efter påve Anastasius II:s död valdes Symmachus till efterträdare av en majoritet av Roms prästerskap i Lateranbasilikan den 22 november 498. 
Valet godkändes av en del av Roms senat och han konsekrerades omedelbart till biskop av Rom. Senare samma dag samlades den minoritet av prästerskapet och senaten som inte stått bakom valet av Symmachus, och istället var lojala mot Bysantinska rikets kejsare, i Santa Maria Maggiore och valde den romerske ärkeprästen Laurentius som motpåve.
Båda parter, påvens och motpåvens parti, enades om att de skulle lägga fram saken inför goternas kung Teoderik i Ravenna, som härskade i Italien, och följa hans beslut. Teoderik valde Symmachus eftersom han blivit vald först och hade en majoritet av prästerskapet bakom sig, och Laurentius accepterade beslutet. Vid en synod i Rom den 1 mars 499 tilldelade Symmachus Laurentius sätet i Nuceria i Kampanien. Synoden beslutade att varje romersk präst som försökte vinna röster åt en efterträdare till påven under dennes livstid, eller sammankallade till möte för att överlägga något sådant, skulle avsättas. Synoden beslutade att tacka kung Teoderik med acklamation för att han löst tvisten opartiskt. När kungen kom till Rom följande år fick han ett storstilat mottagande av påven och folket. Men det bysantinska partiet, som leddes av två senatorer, övergav inte sin fientliga inställning eller slutade hoppas på att kunna avsätta påven till Laurentius fördel. 
Tillfället kom följande år, 501. Påve Symmachus firade påsk den 25 mars, enligt den gamla romerska kalendern, medan bysantinerna och andra firade påsken den 22 april, enligt ett nytt räknesätt. Detta användes emot Symmachus inför Teoderik, samman med andra anklagelser. Teoderik kallade till sig påven, och påven begav sig iväg för att möta honom. I Rimini fick Symmachus höra om anklagelserna som riktades mot honom, och återvände hem till Rom eftersom han inte godtog Teoderik som sin domare. Hans opposition anklagade honom nu för att förskingra kyrkans egendom. Oppositionen växte, och snart intog den Lateranpalatset varför påven tvingades bo i närheten av Peterskyrkan utanför stadsmurarna.
Opponenterna vädjade till Teoderik om att kalla till synod för att undersöka anklagelserna och tillsätta en inspektör. Symmachus gav sitt godkännande till en synod, men protesterade mot att tillsätta en inspektör. Trots detta sände Teoderik biskop Petrus av Altinum som inspektör. När inspektören anlänt till Rom övervann oppositionen honom till sin sida, vilket blev skälet att han senare skulle avsättas av Teoderik. 
Inte långt efter påsk, mellan maj och juni 502, träffades synoden i Juliusbasilikan (Santa Maria in Trastevere). Påven deklarerade att han tänkte acceptera synodens beslut om inspektören avsattes och han själv återinsattes som kyrkans högsta förvaltare. De flesta biskopar enades om detta, och sände en ambassad till Teoderik för att han skulle verkställa beslutet, vilket han vägrade, och krävde att anklagelserna mot påven skulle undersökas. 
Vid en andra session i september i Santa Croce in Gerusalemme, förhindrades Symmachus från att närvara av sina opponenter genom att de attackerade honom och lät döda flera präster som var med honom. Efter detta vägrade påven närvara vid synoden, dit han inbjöds tre gånger. Av formella orsaker kunde alltså inte biskoparna fälla en dom över honom vid den tredje sessionen. Biskoparna fick heller inte tillåtelse att upplösa mötet av Teoderik, så vid en fjärde session, den 23 oktober 502, den så kallade Palmarissynoden, förklarades att domen måste överlämnas till Gud; av människor måste Symmachus betraktas som friad från anklagelser om brott och därmed återinsättas i sitt episkopala ämbete. Envar som gick i strid emot honom skulle ses som schismatiker, och påven skulle erhålla full beslutsrätt över kyrkans egendomar. Detta beslut undertecknades av 75 biskopar. 

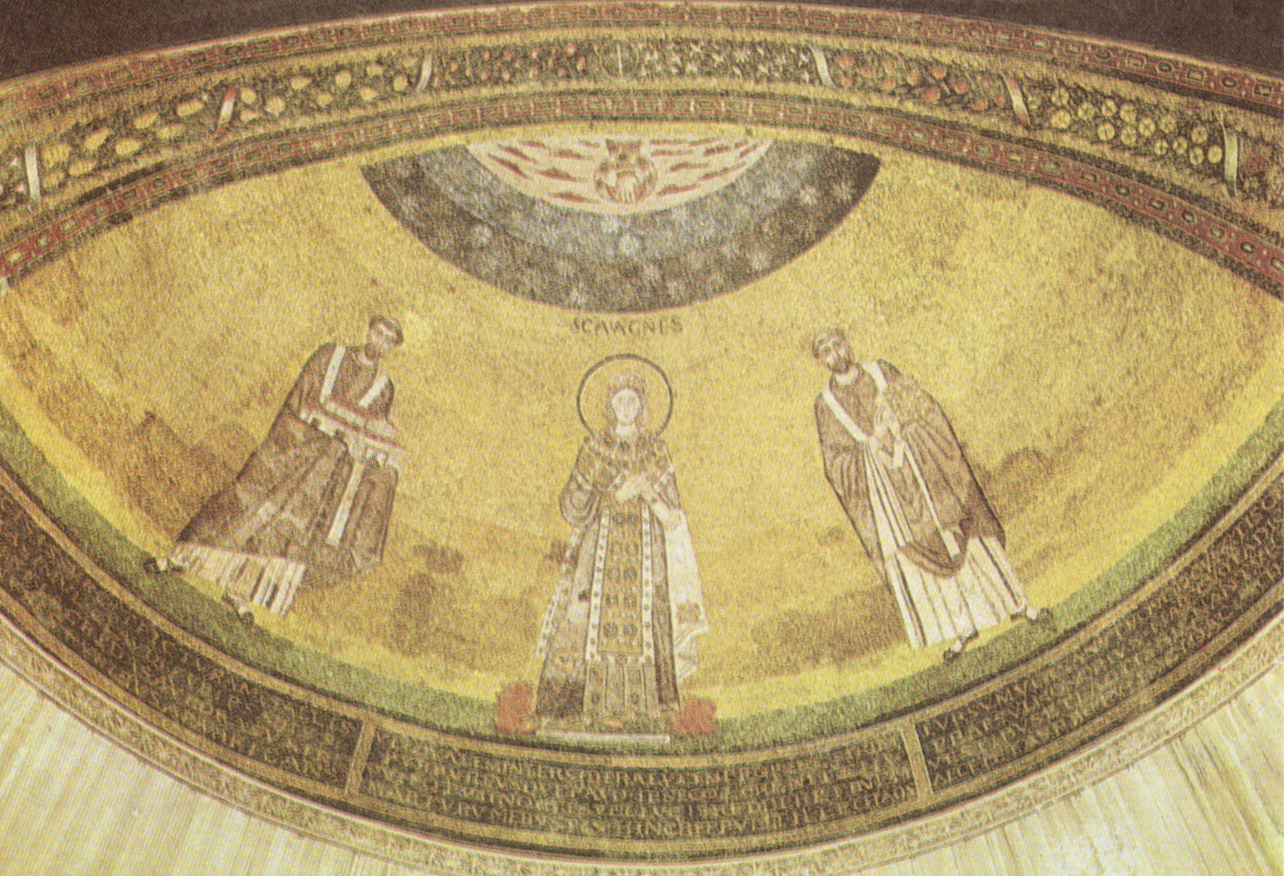
Mosaik i Sant'Agnese fuori le mura som föreställer sankt Agnes, flankerad av Honorius I och Symmachus.

Teoderik blev missnöjd med beslutet och gjorde inga ansatser att verkställa det. I stället kallades Laurentius som påve till Lateranpalatset, påvens palats, medan Symmachus fortsatte bo i episcopium i närheten av Peterskyrkan. Schismen fortsatte i fyra år och under tiden den pågick uppstod flera gräl i Rom. Gradvis lyckades Symmachus vinna över opponenter till sin sida, men den som hade störst betydelse för att bilägga tvisten var diakonen Dioskuros av Alexandria, som på påvens uppdrag lyckades övertala Teoderik om Symmachus rätt till sitt ämbete. Teoderik gav därför slutligen oppositionen order om att återlämna alla kyrkor till Symmachus, medan motpåven Laurentius förvisades från Rom. Därefter var endast en liten minoritet motståndare till Symmachus; denna opposition skulle emellertid ärvas av efterträdaren Hormisdas.
Schismen efterlämnade flera polemiska skrifter, vilket kan inverka på hur Symmachus biografi framställs.
Symmachus deltog i tidens teologiska schismer där han försvarade ortodoxin, dock inte alltid med framgång. De orientaliska biskoparna vände sig till honom och sände honom sin trohetsförklaring. Mot kejsaren i Konstantinopel försvarade han kyrkans oberoende, och i ett brev den 8 oktober 512 till biskoparna av Illyrien varnade han för att ta nattvard med kättare. 
Under början av sitt pontifiakt ingrep han i en gränstvist mellan ärkebiskoparna av Arles och Vienne där han annullerade Anastasius II:s beslut, och sedan upphöjde ärkebiskopen av Arles till metropolit såsom Leo I bestämt. Han gav också ärkebiskopen av Arles palliumet, vilket är det första fall när en biskop utanför Italien fått det.
Liber pontificalis anger att Symmachus vidtog flera åtgärder mot manikéerna i Rom, brände deras böcker och förvisade dem från staden. Han uppförde och restaurerade flera kyrkor. Sålunda byggde han Andreaskyrkan i närheten av Peterskyrkan, Sant'Agnese fuori le mura vid Via Aurelia, utsmyckade Peterskyrkan, totalrenoverade Sts. Sylvesters och Martinus basilika, och förbättrade Jordanus katakomber vid Via Salaria. Han byggde episcopia till höger och vänster om Peterskyrkan; dessa byggnader var påvens residens under striderna mot Laurentius. Han byggde också fattigstugor utanför stadsmurarna. Påven donerade stora summor pengar till biskoparna i Afrika vilka förföljdes av de arianska vandalerna som härskade där. Han bistod också befolkningen i norra Italien vilken drabbades hårt av barbarinvasioner. 
Efter sin död begravdes han i Peterskyrkan. Han vördas i Romersk-katolska kyrkan som helgon.